# 加藤シルビア
加藤 シルビア（かとう シルビア、Sylwia KATO、1986年1月4日 - ）は、元TBSアナウンサー。埼玉県入間市出身。

## 来歴
明治学院東村山高等学校、お茶の水女子大学理学部物理学科量子力学（スピントロニクス）専攻卒業後、2008年4月TBSテレビに入社。直後の2008年4月11日から、同期3人の新人アナウンサーメインのレギュラー番組『アナCAN』に出演、1年間務めた。
2010年4月一橋大学大学院国際・公共政策大学院（専門職大学院）に入学（専攻は国際関係論）。2012年3月に大学院を修了し一橋大学国際・行政修士（専門職）の学位を取得。大学院の同級生に安井美沙子元参議院議員がいる。
2010年9月より2013年3月まで『みのもんたの朝ズバッ!』に出演。2012年7月より放送開始の『女子アナの罰』では準レギュラーとして2013年3月までほぼ毎回出演。この番組で人気と知名度が高まる。2013年4月より2017年3月まで『Nスタ』のキャスターを務める。
2016年10月15日、一般男性と結婚。2017年4月4日、第1子妊娠を報告。9月3日、第1子男児を出産。2018年8月3日、自身のブログで第2子妊娠を報告。10月10日、第2子女児を出産。2019年春に職場復帰。2021年3月24日、『あさチャン!』の番組内で第3子妊娠を報告。翌月より産休に入る。6月24日、第3子女児を出産。2023年春に職場復帰。2024年12月27日の『Nスタ』で第4子の妊娠と2025年2月をもってTBSを退社することを発表。2025年2月28日、TBS退社を報告した。4月7日、第4子女児の出産を報告。

## 人物
- 身長は164cm、ウエスト75cm、ヒップ99cm[20]。父親が日本人、母親がポーランド人で、兄がいる[21]。
- 体重は約60kg（2013年4月3日『Nスタ』、体重を金の換算価格から計算、金換算価格2億9千万円、金価格4700円/g）。『女子アナの罰』でもたびたび「高カロリーな体型」とネタにされていた。『中居正広の金曜日のスマたちへ』のダイエット企画にも出演している。
- 『女子アナの罰』には、放送初回から準レギュラーとしてほぼ毎回出演していた。番組内でのキャッチフレーズは『今もっともアツい女子アナ』。第1回放送では当時同局の同僚だった田中みな実、枡田絵理奈、出水麻衣との街角人気度対決で最下位になり、番組初の罰ゲームを執行され、号泣していた[7]。辛くて泣いたのは人生で初めてだったという[7]。だが、この番組の出演で人気が爆発し[7]、雑誌『FRIDAY』の「女子アナ人気ランキング」では、2012年上半期はランキング圏外だったのが、下半期では17位に飛躍した[22]。2013年3月、4月よりキャスターを務める『Nスタ』に集中するため、番組を卒業した。番組では2週にわたり「シルビア卒業スペシャル」が放送された。1年後輩の田中とは「何から何まで合わない」というほどの犬猿の仲であるが、同スペシャル内において、「自分が一番認めているアナウンサーであり、応援している」と述べている。

## 出演番組
太字は、出演中

### テレビ
- アナCAN （2008年4月11日 - 2009年3月20日、同年9月22日の最終回にも出演）
- はなまるマーケット （2008年10月1日 -  2010年9月24日） - 入社1年目からアシスタントとして
- バラエティーニュース キミハ・ブレイク （2008年10月14日 - 2009年9月15日） - 母親の旧姓フラスンケビッチ名義で出演。
2009年9月15日の最終回では『飛び出せ!科学くんスペシャル』を放送。
- ナビっち（2009年4月6日 - 2010年3月22日）- フラスンケビッチ名義で出演。
平日20時台以降の番組を生放送で紹介。同年7月以降は番組自体が毎週月曜日のみの放送。
- クイズ ALL FOR ONE（2009年10月15日 - 2010年3月25日）- 司会・今田耕司、アシスタント・青木裕子と共演
パイロット版（2009年7月30日）でも進行アシスタント（司会は同じく今田耕司）
- グリーンの教え （BS-TBS。2010年4月3日 - 6月5日）
- ハナサカ（BS-TBS。月2回放送。2010年7月4日 - 2011年3月） - 2011年4月以降は放送されていない
- みのもんたの朝ズバッ![23]（2010年9月27日 - 2013年3月29日）
- 女子アナの罰（不定期、2012年7月 - 2013年3月26日）※TBS放送分
- KAT-TUNの世界一ダメな夜!（不定期、2012年8月 - 12月）
- ライバルたちの光芒（BS-TBS。2012年10月 - 2013年3月）
- Nスタ（2013年4月1日 - 2017年3月31日、2023年3月30日 - ）
- おびゴハン!（2016年10月17日 - 11月）
- あさチャン!（2019年4月1日 - 2021年3月） - 2021年9月30日の最終回にも出演[13]

#### ドラマ
- 水戸黄門 第40部第17話「暴かれた芭蕉の正体!?・山中」（2009年11月30日） - 茶屋娘
- ハンチョウ〜神南署安積班〜 第3シリーズ 第7話「メイドカフェ襲撃予告…1200万人の容疑者」（2010年8月16日）- TVリポーター
- 美男ですね第1話「韓国No.1超胸キュンラブストーリーが日本上陸!!イケメンバンド新メンバーは女の子!? 恋の四角関係始まる」（2011年7月15日） - 歓迎パーティの女性客

### ラジオ
- GAKU-Shock（日曜、2009年4月5日 - 2013年3月31日）
- 夢★夢Engine!（2012年10月6日 - 2017年3月25日）
- 安住紳一郎の日曜天国（2011年12月4日・2012年3月4日・4月1日） - 「さばいてにち10」担当外山恵理の代理で出演。
- 赤江珠緒 たまむすび（2012年9月26日・2016年9月22日） - メインパーソナリティ赤江珠緒休暇時の代理で出演。
- Wanted!!（2013年3月29日（ネット局裏送り用）、TBSでは4月20日深夜（21日未明））
- 週末お悩み解消系ラジオ ジェーン・スー相談は踊る（2015年1月31日など） - 代行MC

## 書籍
- ｢宇宙女子｣（2015年1月26日、集英社インターナショナル）ISBN 978-4-7976-7283-1

お茶の水女子大学理学部物理学科の後輩・黒田有彩（タレント）との共同著書。

## 同期アナウンサー
- 山本匠晃
- 枡田絵理奈（2015年6月18日付で退社）